# 甲虫類
甲虫類（こうちゅうるい）は、昆虫綱・有翅昆虫亜綱・コウチュウ目（甲虫目、鞘翅目（しょうしもく）とも）に分類される昆虫の総称。カブトムシ、クワガタムシ、カミキリムシ、ゲンゴロウ、オサムシ、ホタル、テントウムシ、ゾウムシなど、非常に多様な昆虫が所属する。

## 概要
昆虫類のみならず動物全体においても最大の目である。種名のあるものだけでも37万種が知られており、未だに次々と新しい種類が報告されている。食性も多様で、虫食、腐肉食、糞食、葉食、樹木食、樹液食、菌食、蜜食などがある。
成虫はクチクラで形成された頑丈な外骨格が発達しているため、「甲虫」の名がある。前翅が硬化して、「鞘翅」という器官になっているのが特徴で、薄くて大きい後翅と腹部を保護する役割をしている。鞘翅目という名称もこの前翅の形状からつけられた。ただし一部には前翅が薄いものや、ハネカクシやツチハンミョウのように腹部が大きくはみ出たものもいる。
飛ぶ時は前翅にしまわれていた膜状の後翅を広げ、羽ばたかせて飛び、前翅は主に平衡を保つのに使われる。ただしツチハンミョウや一部のホタル（ヒメボタルなど）のメスのように翅が退化したもの、一部のオサムシやゴミムシのように2枚の前翅が互いにくっついて後翅が完全に封印されたものなどもおり、これらは飛ぶことができない。その一方で、ハナムグリのように、前翅を開くことはできなくても、その下から後翅を出して飛べる種類も存在する。
変態は卵 - 幼虫 - 蛹 - 成虫という完全変態を行う。幼虫には翅はなく、成虫とは似つかない姿をしており、成虫とは食物が違うものが多い。なおツチハンミョウなどは成長段階に応じて幼虫の期間内でも形態が変化するので「過変態」とよばれる。

## 分類

### ナガヒラタムシ亜目（始原亜目） Archostemata
ナガヒラタムシ上科 Cupedoidea
- ナガヒラタムシ科 Cupedidae
- チビナガヒラタムシ科 Micromalthidae

### オサムシ亜目（食肉亜目） Adephaga
- セスジムシ科 Rhysodidae
- オサムシ科 Carabidae - オサムシ類（エゾカタビロオサムシ・マイマイカブリなど）、ゴミムシ類（オオゴミムシ・アオゴミムシ・オウシュウオオキベリアオゴミムシ・オオキベリアオゴミムシ・オオマルクビゴミムシなど）、チビゴミムシ亜科（メクラチビゴミムシなど）、ナガゴミムシ類（ヨコハマナガゴミムシ・ジャアナヒラタゴミムシなど）、ハンミョウなど
- ヒゲブトオサムシ科 Paussidae - エグリゴミムシ
- ヒョウタンゴミムシ科 Scaritidae - ヒョウタンゴミムシ、オオヒョウタンゴミムシ、ヒメヒョウタンゴミムシなど
- ゴミムシ科 Harpalidae
- ホソクビゴミムシ科 Brachinidae - ミイデラゴミムシなど
- カワラゴミムシ科 Paussidae
- コガシラミズムシ科 Haliplidae
- コツブゲンゴロウ科 Noteridae
- ゲンゴロウ科 Dytiscidae - ゲンゴロウ属（ゲンゴロウ・コガタノゲンゴロウなど）、ゲンゴロウモドキ属（シャープゲンゴロウモドキ・オウサマゲンゴロウモドキなど）、スジゲンゴロウ、ヒメゲンゴロウ、マルガタゲンゴロウ、ヤシャゲンゴロウなど
- ミズスマシ科 Gyrinidae - ミズスマシ

### ツブミズムシ亜目（粘食亜目） Myxophaga
ツブミズムシ上科 Microsporioidea
- ツブミズムシ科 Torridincolidae

### カブトムシ亜目（多食亜目） Polyphaga
| ガムシ上科 Hydrophiloidea - ガムシ科 Hydrophilidae - ガムシ、コガムシなど - ホソガムシ科 Hydrochidae - セスジガムシ科 Helophoridae - マルドロムシ科 Georissidae エンマムシ上科 Histeroidea - エンマムシ科 Histeridae - エンマムシなど - エンマムシモドキ科 Synteliidae - エンマムシダマシ科 Sphaeritidae ハネカクシ上科 Staphylinoidea - シデムシ科 Silphidae - クロシデムシ、ヒラタシデムシなど - ハネカクシ科 Staphylinidae - アオバアリガタハネカクシなど - コケムシ科 Scydmaenidae - ムクゲコケムシ - タマキノコムシ科 Leiodidae - アカバマルタマキノコムシ - ムクゲキノコムシ科 Ptiliidae - ダルマガムシ科 Hydraenidae コガネムシ上科 Scarabaeoidea - クワガタムシ科 Lucanidae - オオクワガタ、ヒメオオクワガタ、コクワガタ、ノコギリクワガタなど多数 - ホソマグソクワガタ科 Diphyllostomatidae - センチコガネ科 Geotrupidae - センチコガネ（糞虫） - コブスジコガネ科 Trogidae - コガネムシ科 Scarabaeidae - コガネムシ、ヒゲコガネ、アオドウガネ、ダイコクコガネ（糞虫）、カブトムシ、カナブン、ハナムグリ、ドウガネブイブイなど多数 - クロツヤムシ科 Passalidae - ツノクロツヤムシなど マルトゲムシ上科 Byrrhoidea - マルトゲムシ科 Byrrhoidae - ダエンマルトゲムシ タマムシ上科 Buprestoidea - タマムシ科 Leiodidae - タマムシ、ウバタマムシなど多数 コメツキムシ上科 Elateroidea - コメツキムシ科 Elateridae - クシコメツキ、シモフリコメツキ、サビキコリなど多数 ドロムシ上科 Dryopoidea - ドロムシ科 Dryopidae - ヒメドロムシ科 Elminthidae - ナガドロムシ科 Heteroceridae - ヒラタドロムシ科 Psephenidae - ホソクシヒゲムシ科 Callirhipidae - ダエンマルトゲムシ科 Chelonariidae - ナガハナノミ科 Ptilodactylidae - ヒゲナガハナノミ ホタル上科 Cantharoidea - ブラキプセクトラ科 Brachypsectridae - ジョウカイボン科 Cantharidae - ジョウカイボン - クネオグロスス科 Cneoglossidae - ドリルス科 Drilidae - ホマリスス科 Homalisidae - ホタル科 Lampyridae - ゲンジボタル、ヘイケボタル、ヒメボタル、マドボタルなど - ベニボタル科 Lycidae - ベニボタルなど - ホタルモドキ科 Omethidae - テレゲウシス科 Telegeusidae カツオブシムシ上科 Dermestoidea - カツオブシムシ科 Dermestidae - ヒメマルカツオブシムシなど - マキムシモドキ科 Derodontidae - ヒメトゲムシ科 Nosodendridae ナガシンクイ上科 Bostrychoidea - ナガシンクイ科 Bostrychidae - シバンムシ科 Anobiidae - シバンムシ - ヒョウホンムシ科 Ptinidae ツツシンクイ上科 Lymexyloidea - ツツシンクイ科 Lymexylonidae | カッコウムシ上科 Cleroidea - コクヌスト科 Trogossitidae - カッコウムシ科 Cleridae - アリモドキカッコウムシ - ジョウカイモドキ科 Melyridae - イソジョウカイモドキ ヒラタムシ上科 Cucujoidea - キスイムシ科 Cryptophagidae - ハナバチヤドリキスイ - オオキスイムシ科 Helotidae - ヨツボシオオキスイ - ネスイムシ科 Rhizophagidae - ケシキスイムシ科 Nitidulidae - ヨツボシケシキスイGlischrochilus - four-spotted sap beetleなど - ミジンキスイムシ科 Propalticidae - ムクゲキスイムシ科 Biphyllidae - キスイモドキ科 Byturidae - ヒラタムシ科 Cucujidae - オオキノコムシ科 Erotylidae - タイショウオオキノコムシ - ヒメキノコムシ科 Sphindidae - コメツキモドキ科 Languriidae - ヒメハナムシ科 Phalacridae - カクホソカタムシ科 Cerylonidae - ミジンムシ科 Corylophidae - ミジンムシダマシ科 Discolomidae - テントウムシ科 Coccinelidae - テントウムシ、ナナホシテントウ、ニジュウヤホシテントウなど - テントウムシダマシ科 Endomychidae ゴミムシダマシ上科 Tenebrionoidea - ゴミムシダマシ科 Tenebrionidae - ゴミムシダマシ、キマワリなど - コブゴミムシダマシ科 - ディアボリカル・アイアンクラッド・ビートル - ハムシダマシ科 Lagriidae - アオハムシダマシなど - クビナガムシ科 Cephaloidae - ツチハンミョウ科 Meloidae - ツチハンミョウ、マメハンミョウ、ミドリゲンセイ、スパニッシュフライなど - カミキリモドキ科 Oedemeridae - モモブトカミキリモドキ - ヒラタナガクチキ科 Synchroidae - ホソキカワムシ科 Mycteridae - ツヤキカワムシ科 Boridae - チビキカワムシ科 Salpingidae - アカハネムシ科 Pyrochroidae - アリモドキ科 Anthicidae - ニセクビホソムシ科 Euglenidae - ハナノミダマシ科 Scraptiidae - クロフナガタハナノミ ハムシ上科 Chrysomeloidea - カミキリムシ科 Cerambycidae - シロスジカミキリ、ゴマダラカミキリ、ミヤマカミキリ、トラカミキリ類、ハナカミキリ類など多数 - マメゾウムシ科 Bruchidae - アズキゾウムシ、エンドウゾウムシなど - ハムシ科 Chrysomelidae - クルミハムシ、ウリハムシ、ジンガサハムシなど ゾウムシ上科 Curculionoidea - ヒゲナガゾウムシ科 Anthribidae - キノコヒゲナガゾウムシなど - ホソクチゾウムシ科 Apionidae - オトシブミ科 Attelabidae - オトシブミ、ヒメクロオトシブミ、モモチョッキリなど - ミツギリゾウムシ科 Brenthidae - アリモドキゾウムシなど - ゾウムシ科 Curculionidae - クリシギゾウムシ、カツオゾウムシなど - オサゾウムシ科 Rhynchophoridae - コクゾウムシ、オオゾウムシ、ヤシオオオサゾウムシなど - キクイムシ科 Scolytidae - キクイムシなど - ナガキクイムシ科 Platypodidae マルハナノミ上科 Scirtoidea - マルハナノミ科 Helodidae - マルハナノミダマシ科 Eucinetidae - タマキノコムシモドキ科 Clambidae ナガハナノミダマシ上科 Artematopodoidea - ナガハナムシダマシ科 Artematopodoidae ナガフナガタムシ上科 Dascilloidea - クシヒゲムシ科 Rhipiceridae |

他にも多くの科が認められている。

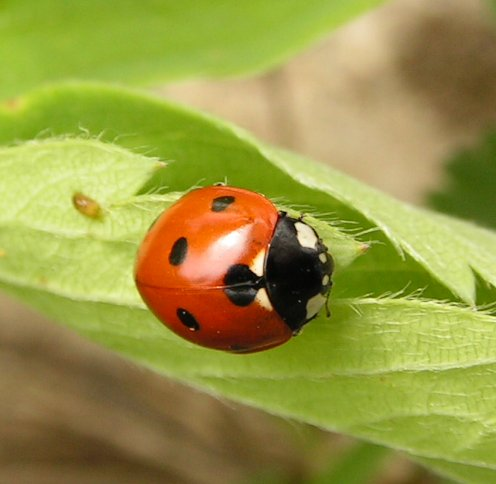
ナナホシテントウ Coccinella septempunctata
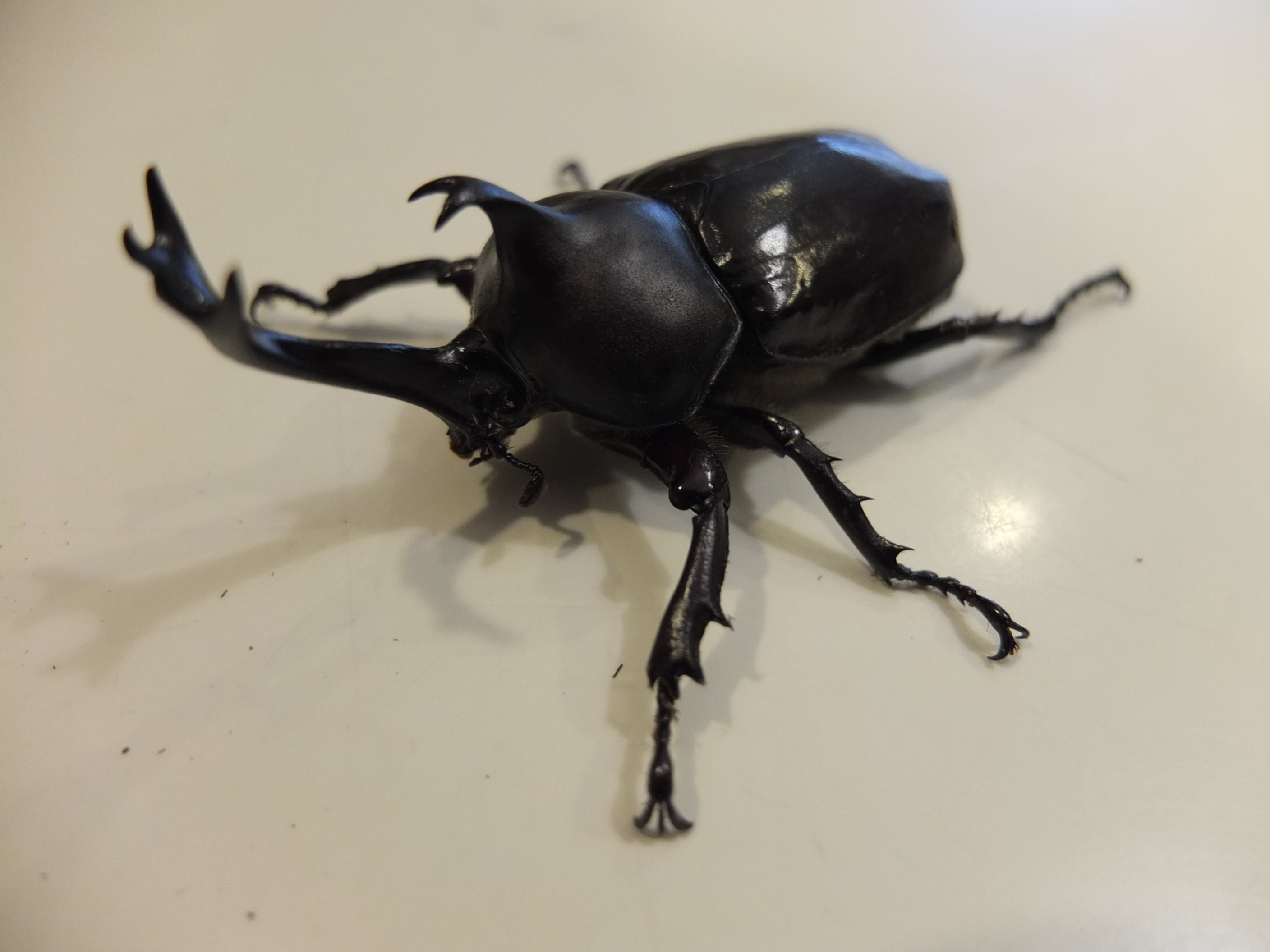
カブトムシ Trypoxylus dichotomus の雄成体